# Chroniques du marais qui pue

Chroniques du marais qui pue (titre original : Muddle Earth et Muddle Earth Too) est une série de livres issue de la collaboration de Paul Stewart et Chris Riddell.
Cette série s'adresse à un public plus jeune que les Chroniques du bout du monde, première collaboration des deux auteurs.

## Livres
1. La Chasse à l'ogre, Milan, 2005 ((en) Engelbert the Enormous, 2003)
2. La Grotte du dragon, Milan, 2005 ((en) Here be Dragons, 2003)
3. L'Abominable docteur Câlinou, Milan, 2005 ((en) Doctor Cuddles of Giggle Glade, 2003)
4. À l'école de Cochonlard, Milan, 2012 ((en) Down with Stinkyhogs!, 2011)
5. Le Vampire suceur de pouces, Milan, 2012 ((en) The trouble with Big Sisters, 2011)
6. Eraguff le dragon, Milan, 2013 ((en) Pesticide the Flower Fairy, 2011)